# Лео Волман
Лео Волман (англ. Dr. Leo Wollman; 1914—1998) — американський лікар, який допомагав трансгендерним особам у гендерному переході. У 1979 році став членом установчого комітету Міжнародної асоціації гендерної дисфорії Гаррі Бенджаміна, нині Всесвітньої професійної асоціації здоров'я трансгендерів, яка є автором Стандартів догляду за здоров'ям трансгендерів та гендернонеконформних людей.
Волман також знявся в напівдокументальному фільмі «Хочу померти жінкою» режисерки Доріс Вішман. Також був радником з науки та медицини.